# Partit Democràtic Popular
El Partit Popular Democràtic (turc: Demokratik Halk Partisi, DEHAP) fou un partit polític kurd a Turquia fundat el 24 d'octubre de 1997, continuador del Partit de la Democràcia del Poble (HADEP), que havia estat il·legalitzat sota l'acusació de donar suport al Partit dels Treballadors del Kurdistan (PKK), per la cort constitucional, formada exclusivament per magistrats turcs nacionalistes i conservadors.
Va participar en les eleccions del novembre del 2002 i va obtenir 6,2% del vot a nivell de Turquia (on s'exigeix un 10% a nivell estatal per obtenir representació). A les eleccions del 28 de març del 2004 va concórrer a les municipals en coalició amb cinc petits partits d'esquerra socialista (que entre tots només havien arribat al 5% dels vots a les eleccions del 2002). El DEHAP que havia estat majoritari a les 12 províncies orientals va perdre posicions en set d'aquestes però va mantenir un alt suport a Diyarbakir, Batman, Hakkari, Mardin i Sirnak, on va arribar al 45%.
El 17 d'agost de 2005 es va fusionar al nou Moviment de la Societat Democràtica (DHT) de Leyla Zana, per formar el Partit de la Societat Democràtica (Demokratik Toplum Partisi, DTP) que es va establir el 9 de novembre de 2005. El desembre del 2005 el DEHAP fou oficialment il·legalitzat.